# アンソロジー・恐怖と幻想
『アンソロジー・恐怖と幻想』（アンソロジーきょうふとげんそう）は、月刊ペン社が1971年に刊行した怪奇小説、幻想小説のアンソロジー。
全3巻。日本ユニエージェンシー編。監修は矢野浩三郎。
装幀は初期の「ハヤカワ・ポケット・ミステリ」（早川書房）の大部分の表紙絵を担当した勝呂忠。
初版は箱入ハードカバー、2版以降は紙カバー付きハードカバー。
各巻の最後には矢野浩三郎による「監修者あとがき」が掲載されている。

## 収録作品一覧

### 第1巻
「恐怖を楽しむ」をテーマとして、吸血鬼や魔女あるいは魔術の世界を扱ったものを中心に収載。初版刊行は1971年1月15日。 
- 恐怖の来訪者  The Dreadful Visitor （トマス・プレスケット・プレスト、訳・武富義夫）
- オルラ Le Gorla （ギィ・ド・モーパッサン、訳・大友徳明）
- マグナス伯爵 Count Magnus （M・R・ジェイムズ、訳・各務三郎）
- アヴロワーニュの森のランデヴー A Rendez-Vous in Averoigne （クラーク・アシュトン・スミス、訳・片桐信）
- 二階の男 The Man Upstairs （レイ・ブラッドベリ、訳・伊藤典夫）
- 最後の降霊術 The Last Seance （アガサ・クリスティー、訳・深町真理子）
- 妖虫の谷 Yhe Valley of the Worm （ロバート・E・ハワード、訳・小菅正夫）
- 噛む They Bite （アントニー・バウチャー、訳・常盤新平）
- 葦毛に乗った女 The Lady on the Grey （ジョン・コリア、訳・山本光伸）
- メリフロア博士の最後の患者 Dr.Jacobus Meliflore's Last Patient （ミンドレッド・ロード、訳・矢野浩三郎）
- 青二才 Fresh Guy （E・C・タッブ、訳・野口迪子）
- 吸血鬼などは－ No Such Thing as a Vampire （リチャード・マティスン、訳・青木日出夫）
- ノンフィクション 吸血鬼の告白 My Confession （ジョン・ヘイグ、訳・北村良三）

### 第2巻
テーマは「超自然の怪」。初版刊行は1971年3月1日。 
- 手の幽霊の話 Ghost of a Hand （J・シェリダン・レ・ファニュ、訳・小菅正夫）
- 右足の中指 The Middle Toe of the Right Foot （アンブローズ・ビアス、訳・佐和誠）
- 殺人事件公判 The Trial for Murder （チャールズ・ディケンズとチャールズ・コリンズの合作、訳・小倉多加志）
- 谷間の幽霊 The Ghost of the Valley （ロード・ダンセイニ、訳・町田美奈子）
- 墓場からの帰還 Back from the Grave （ロバート・シルヴァーバーグ、訳・隅田たけ子）
- わが友マートン My Friend Merton （ジュリアス・ファースト、訳・青木日出夫訳）
- 幽霊船 The Ghost Ship （リチャード・ミドルトン、訳・野口迪子）
- 家 La Maison （アンドレ・モーロウ、訳・安部達文）
- 闇の海の声 The Voice in the Night （ウィリアム・ホープ・ホジスン、訳・各務三郎）
- 冷房装置の悪夢 Cool Air （H・P・ラヴクラフト、訳・志摩隆）
- 顔 The Face （レノックス･ロビンスン、訳・矢野浩三郎）
- 信仰と希望と愛と Faith,Hope and Charity （アーヴィン・S・コッブ、訳・山本光伸）
- 夜の風が吠える時 When the Night Wind Hauls （L・スプレイグ・ド・キャンプとフレッチャー・プラットの合作、訳・三枝裕士）
- 呪いの家 The House of Horror （シーベリ・クイン、訳・村社伸）
- 十三階の女 The Thirteen Floor （フランク・グルーバー、訳・福島正実）

### 第3巻
テーマは「怪物」。初版刊行は1971年7月15日。 
- コーン The Cone （H・G・ウェルズ、訳・小倉多加志）
- 牝猫 The Squaw （ブラム・ストーカー、訳・武富義夫）
- 獣の痕跡 The Mark of the Beast （ラドヤード・キップリング、訳・三枝裕士）
- 蛇 The Snake （ジョン・スタインベック、訳・高橋豊）
- 猫の王様 The King of the Cats （スチーブン・ヴィンセント・ベネット、訳・山本光伸）
- ランニング・ウルフ Running Wolf （アルジャーノン・ブラックウッド、訳・野口迪子）
- 五本指のけだもの The Beast with Five Fingers （W・F・ハーヴェイ、訳・鹿谷俊夫）
- 猫の影 Catnip （ロバート・ブロック、訳・各務三郎）
- 監視者 The Wathers （レイ・ブラッドベリ、訳・伊藤典夫）
- ネコ男 The Cat Man （バイロン・リゲット、訳・片桐信）
- 怪物 Le Monstre （ジェラール・クラン、訳・武田直樹）
- 魔女の家の怪 The Dreams in the Witch-House （H・P・ラヴクラフト、訳・佐和誠）